# Arghira, Suceava
Arghira este un sat în comuna Preutești din județul Suceava, Moldova, România.

## Personalități
- Ion Irimescu, sculptor

 Acest articol despre o localitate din județul Suceava este deocamdată un ciot. Puteți ajuta Wikipedia prin completarea lui.